# 紅刺露兜樹
紅刺露兜树（学名：Pandanus utilis）為露兜树科露兜树屬下的一種常綠喬木。原產於非洲馬達加斯加島等地。因樹型優美特殊，許多國家地區都有栽種，是有名的熱帶觀賞樹種，同時也是一種經常做為樣本的樹種。

## 名稱
「紅刺」露兜樹，因葉緣以及葉背中肋具紅色銳鉤刺而得名。又因外型與同屬樹種林投相似，也被稱為紅刺林投或是紅林投。
此外另有別名紅章魚，因主幹基部密生的支持根易於讓人與八爪章魚產生聯想之故。

## 特徵
紅刺露兜樹高可達60英尺，但超出25英尺的植株已不多見，一般樹寬介於12至20英尺。生長速度緩慢至中等，取決於施肥與灌溉。

### 枝幹
主幹直立，下部密生支持根。分支少，常二、三分支朝上簇生。枝幹具環狀葉痕。均無刺。

### 葉
細長劍形葉呈螺旋狀簇生於新支頂。葉長可達2公尺。硬革質，藍色、藍綠色或綠色。葉緣以及葉背中肋具紅色銳鉤刺。

### 花
雌雄異株，雄花具香氣。雌雄花序皆具先端綠色的白色苞片。

### 果
球形聚合果，綠色，成熟時轉為黃色或橘紅色。與林投果極其相似。直徑6至12英吋。果實富含澱粉，煮熟後可食。

## 用途
紅刺露兜樹生性強健且耐風、耐旱，適合主題庭園或濱海遊憩區種植。原產地常使用堅韌的葉片除刺加工，作為編織籃子、草蓆、帽子等物品的材料，或直接用來覆蓋屋頂。由於果實的核果和果核燃燒後會產生大量無味的白煙，成為養蜂人家整理蜂房燻蜂的最好材料。此外種子形狀特別，底部多偏六角形，可做裝飾用品。

## 圖示

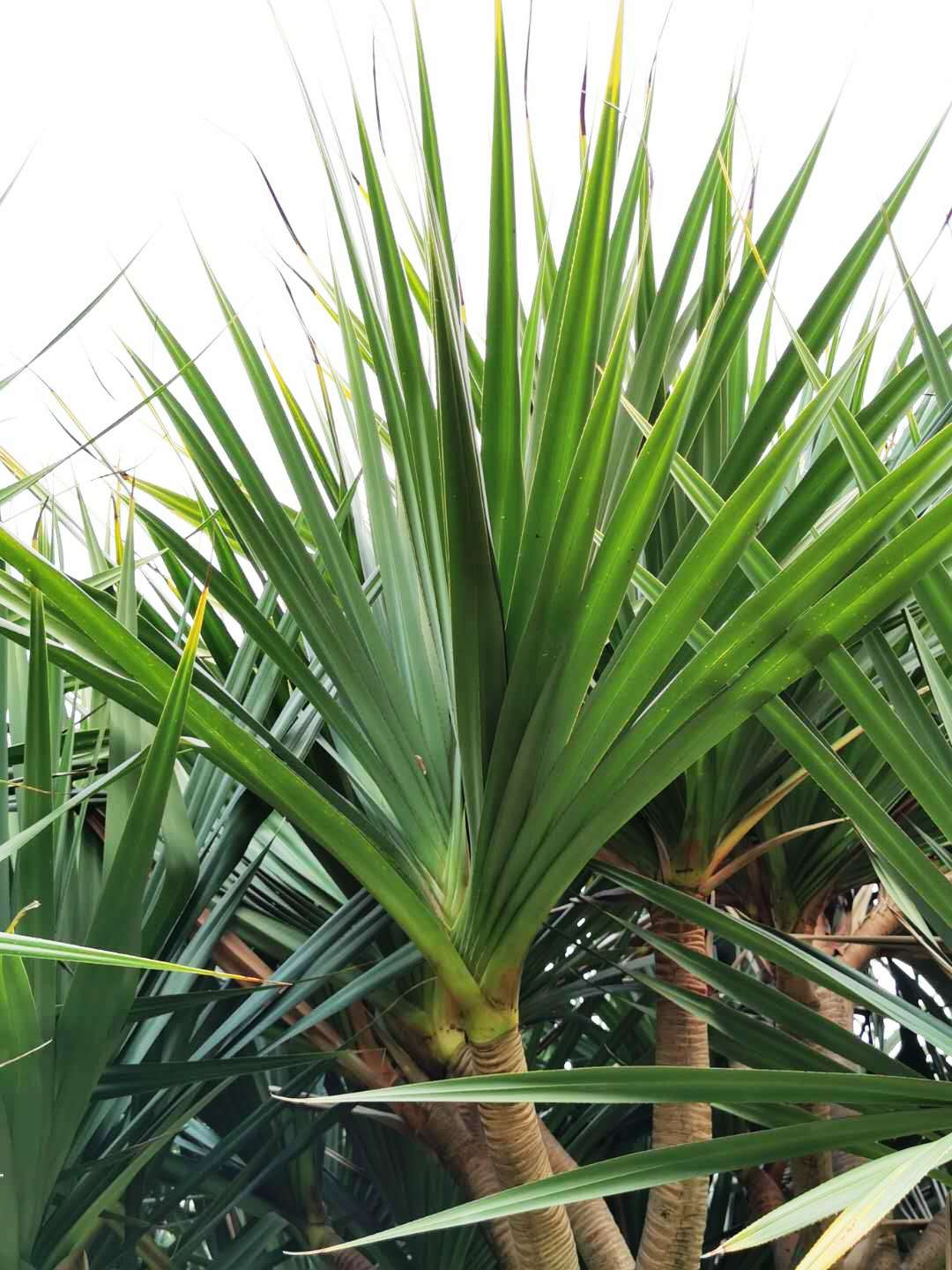
葉頂生
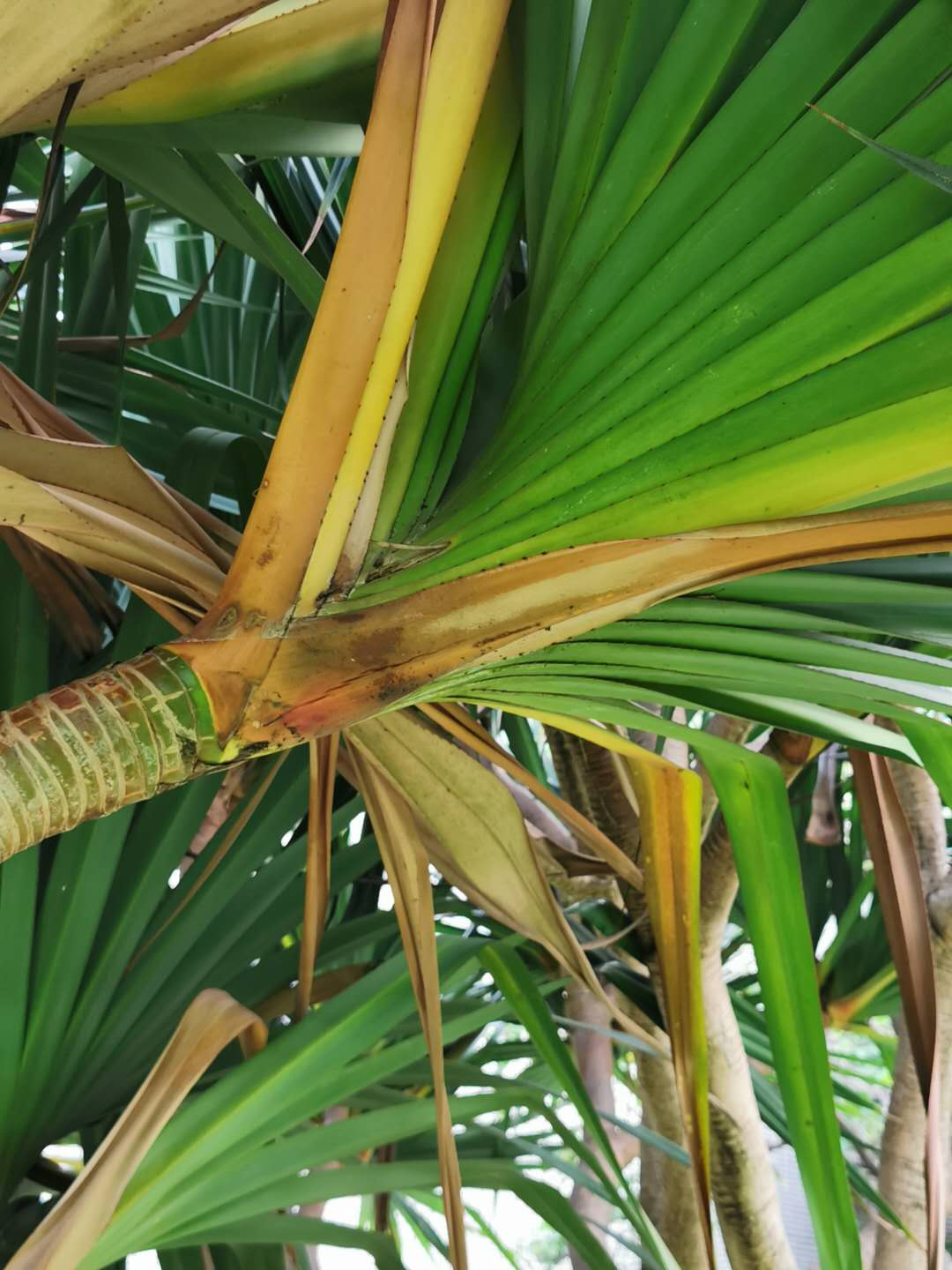
葉呈螺旋狀排列
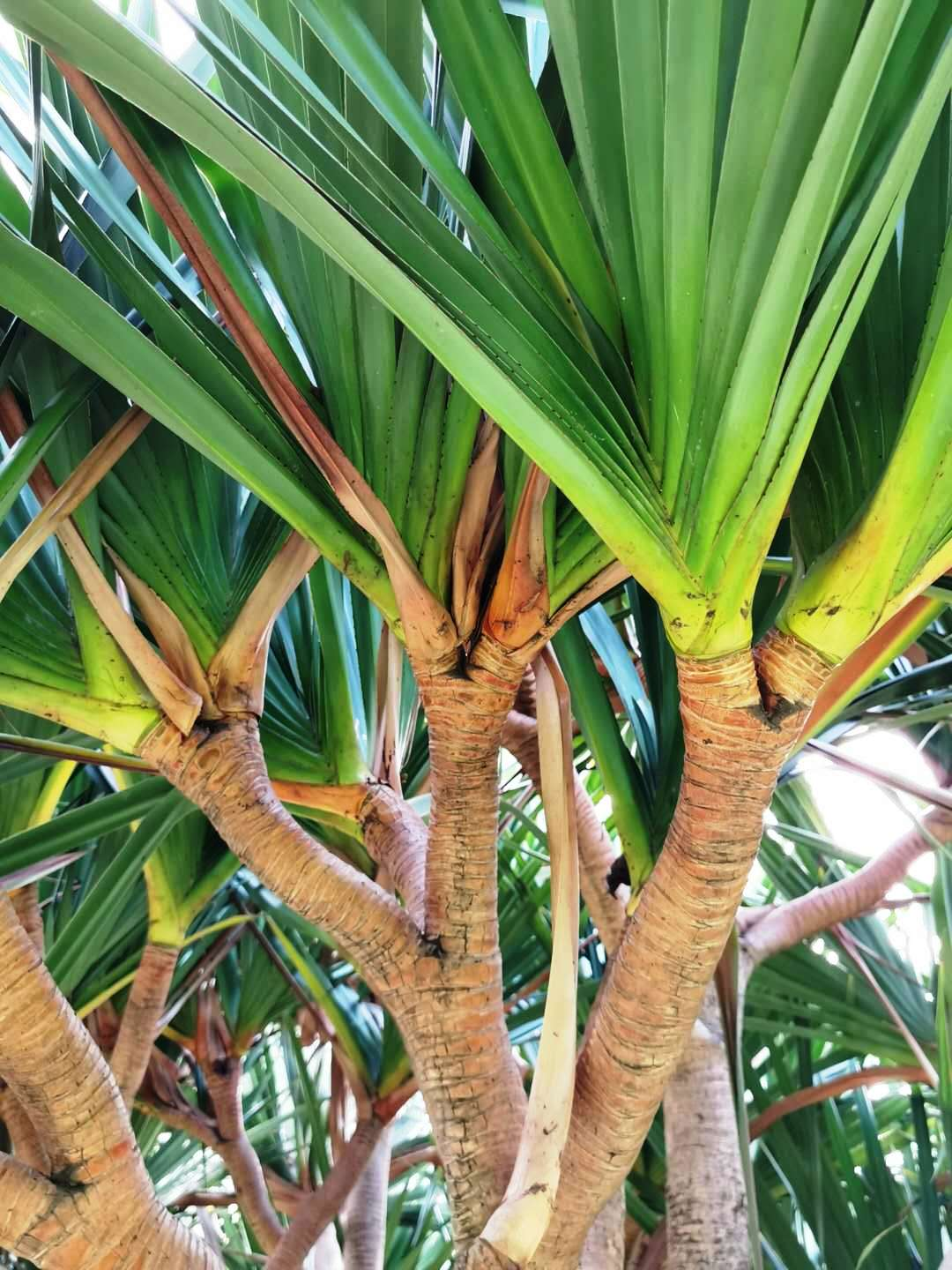
葉自粗短的分支頂生出
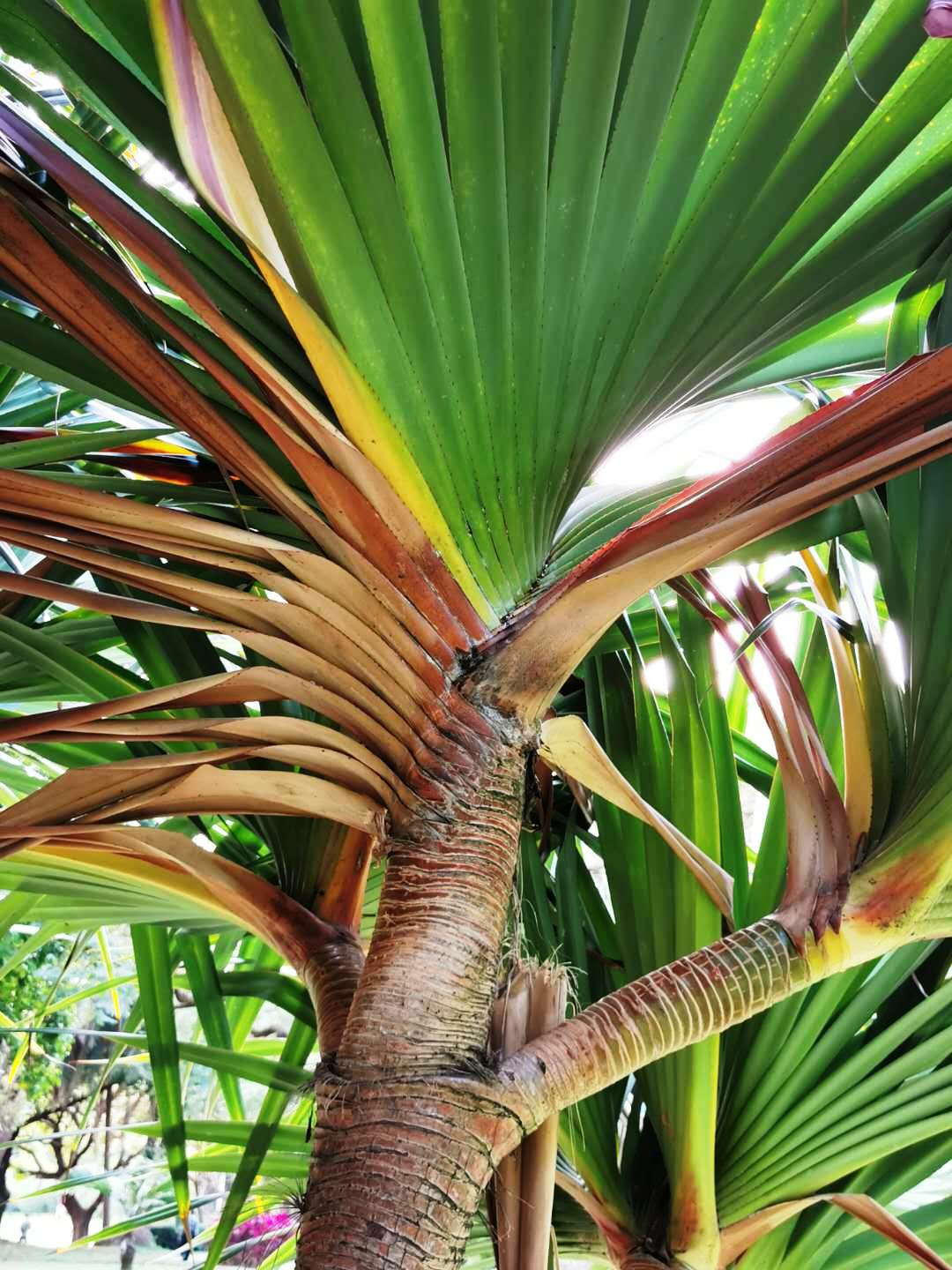
枝幹具環狀葉痕
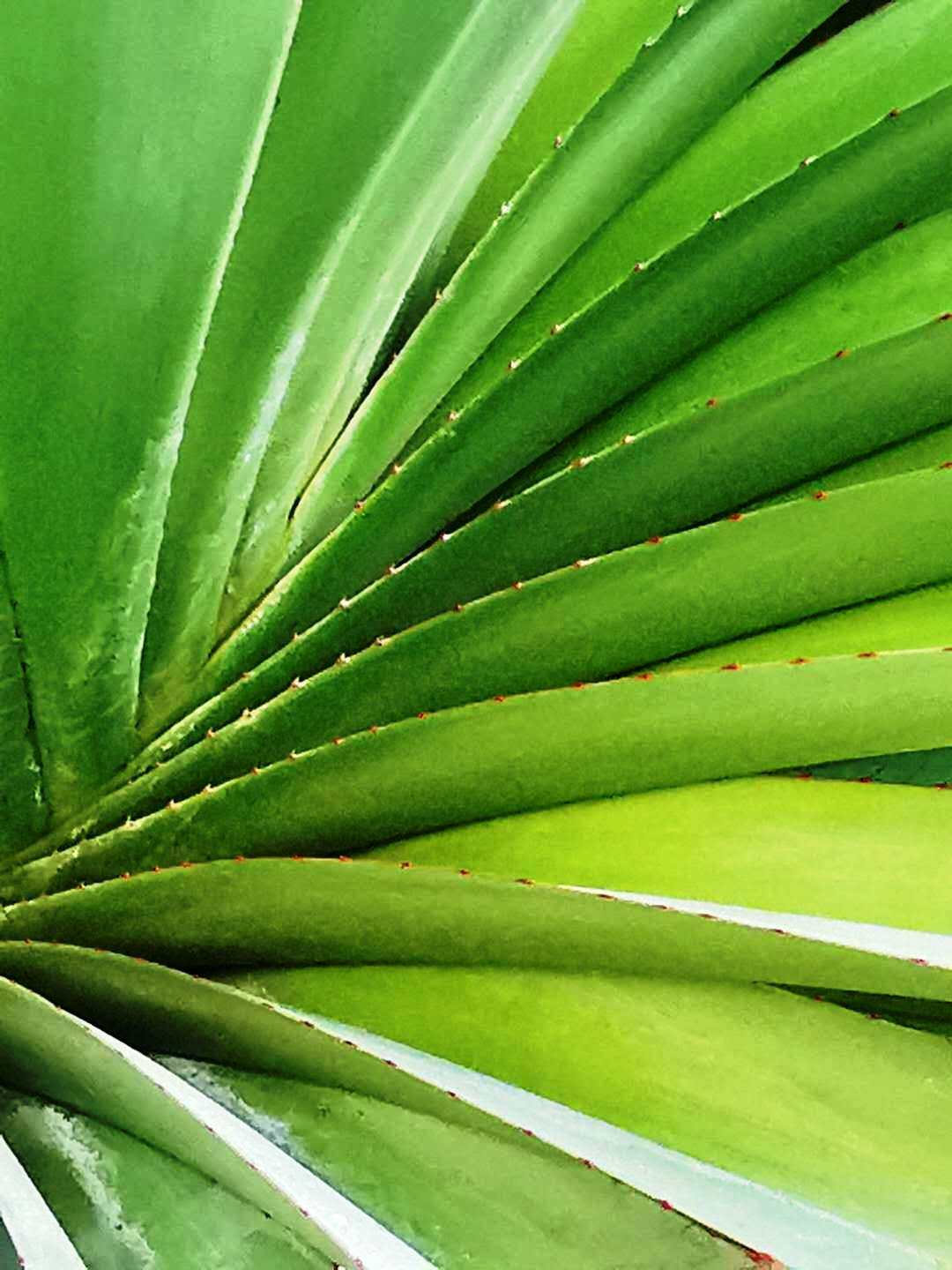
葉緣具紅色銳鉤刺
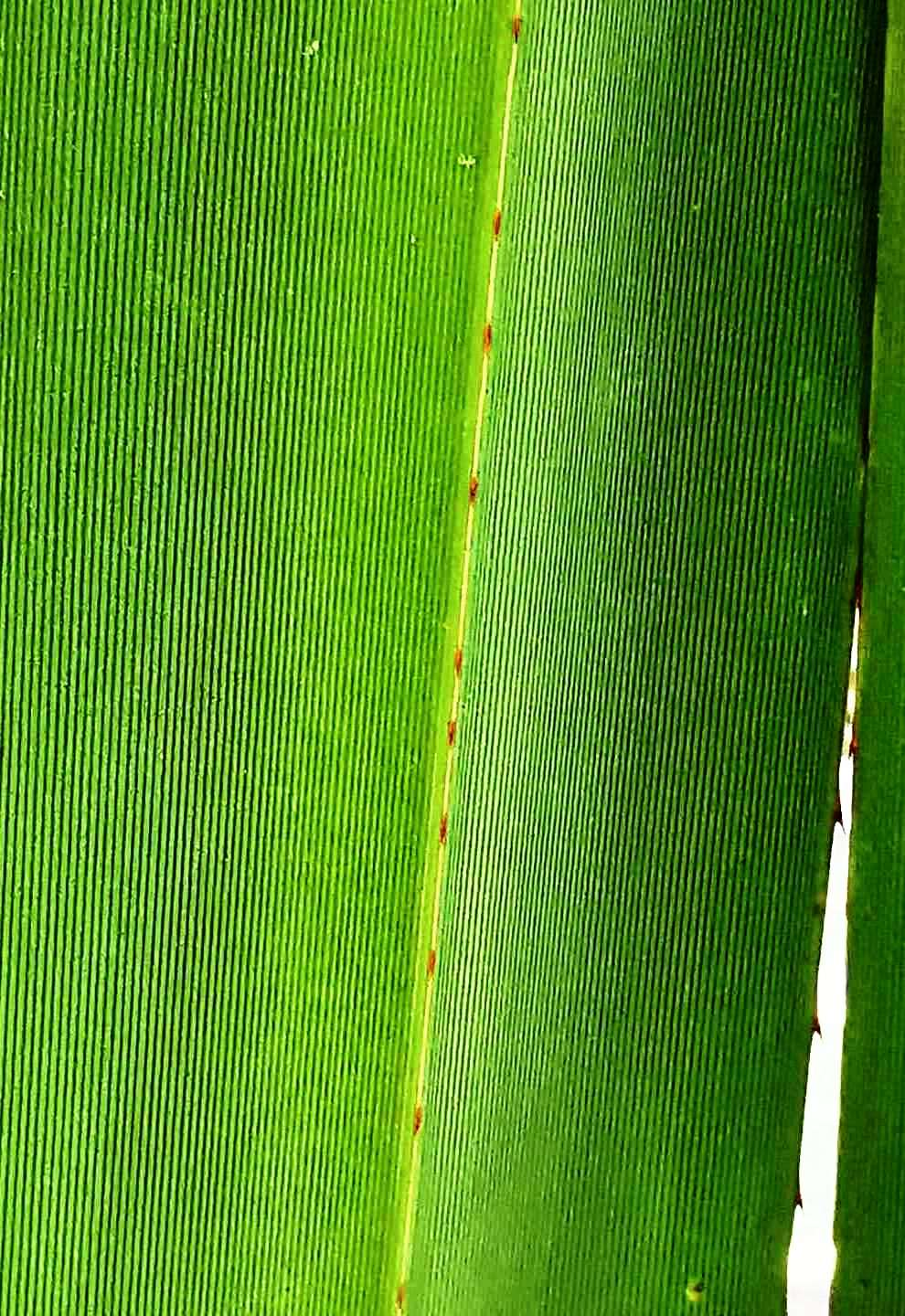
葉背中肋具紅色銳鉤刺
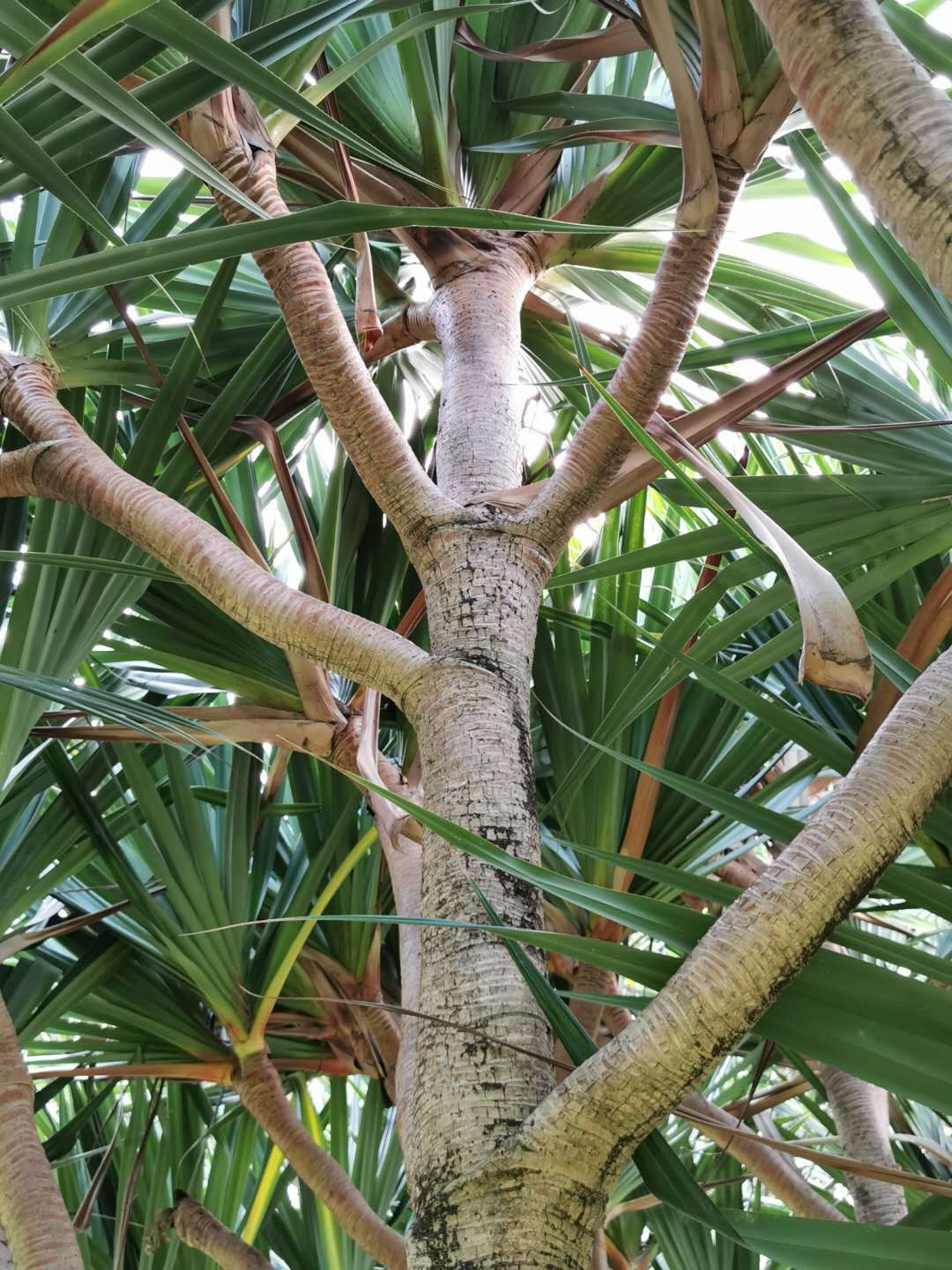
主幹直立，分支少
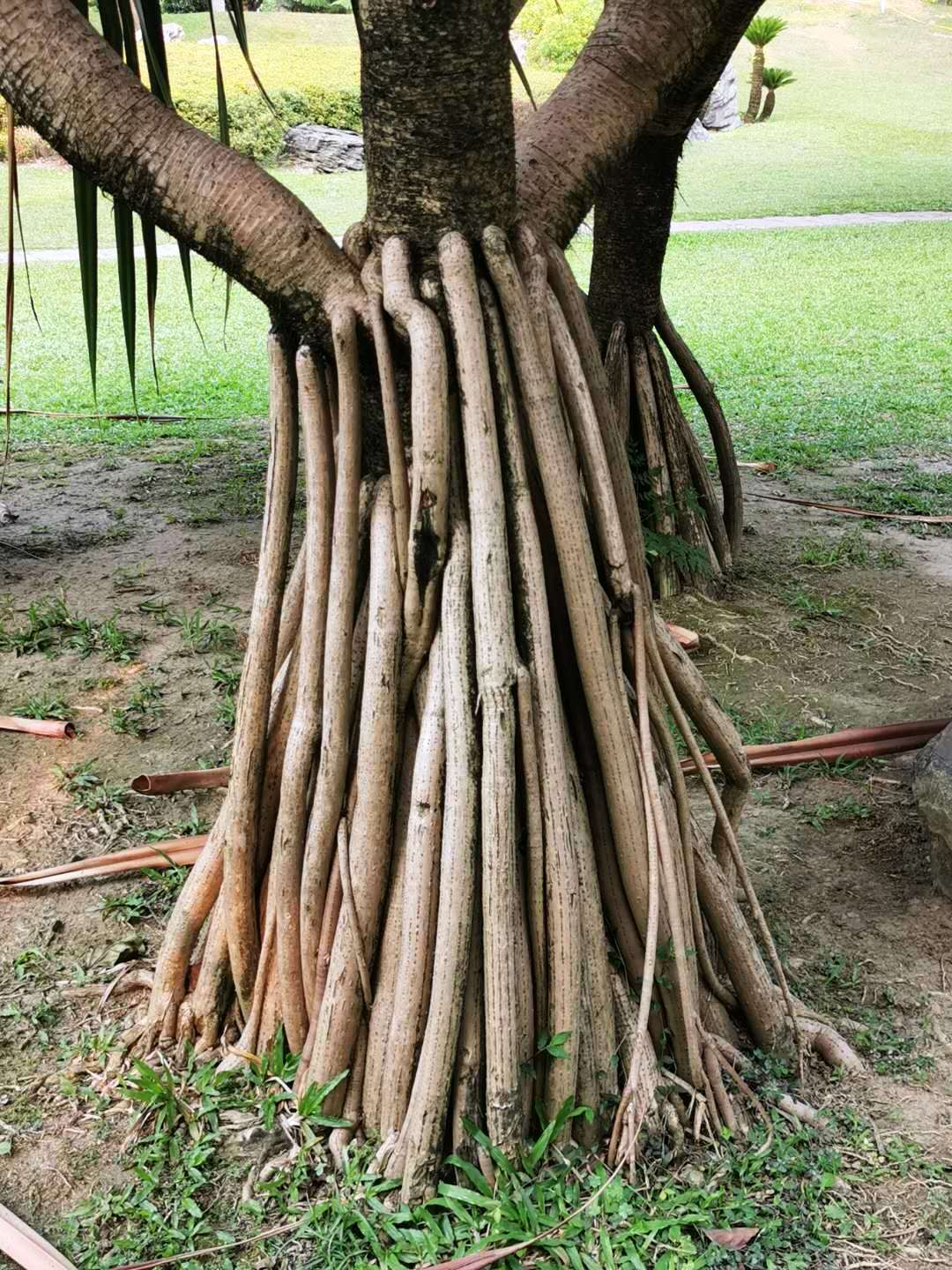
支持根密生

### 引用
1. 1 2  .
2. 1 2 3 4 5   (PDF). （原始内容存档 (PDF)于2021-01-19）.
3. 1 2 3  .

### 來源
- .   [2020-04-18]. （原始内容存档于2019-12-16） （英语）.
- (PDF).   [2020-04-18]. （原始内容存档 (PDF)于2021-01-19） （英语）.
- （中文）.（條目中「異名」出處）
- （中文）.
- （中文）.[]
- （中文）.

## 延伸閱讀
- 維基物種上的相關：紅刺露兜樹
- 维基共享资源上的相關多媒體資源：紅刺露兜樹